# HMS Essex (1901)
El HMS Essex fue uno de los diez cruceros acorazados de la clase Monmouth construidos para la Royal Navy británica en la primera década del siglo XX.  

## Construcción e historial
El Essex recibió su nombre en honor al condado inglés de ese mismo nombre. Fue botado el 29 de agosto de 1901 y su construcción fue finalizada el 22 de marzo de 1904. Tras su botadura, fue asignado al 2.º Escuadrón de Cruceros de la Flota del Canal. En marzo de 1906 pasó a la reserva y en marzo de 1909 fue reasignado en el 4.º Escuadrón de Cruceros en la Estación de Norteamérica y las Indias Occidentales. En 1912 regresó a aguas británicas y lo asignaron al Escuadrón de Entrenamiento de la Home Fleet. Tras pasar por dique seco al año siguiente, el Essex volvió a reincorporarse al 4.º Escuadrón de Cruceros a inicios de 1914.
En abril y mayo de 1914, bajo el mando del almirante Hugh Tweedie, estuvo presente en la Ocupación estadounidense de Veracruz. Durante ese conflicto bélico, el 22 de abril de 1914 recibió disparos de ametralladora y a las 8:10 de la mañana resultó ligeramente herido su "paymaster" A. W. Kimber. Su bitácora ha sido una invaluable fuente de información para la historia de  Veracruz.
Después del estallido de la Primera Guerra Mundial, en agosto de 1914 el crucero capturó un barco mercante alemán. Permaneció en aguas del océano Atlántico durante toda la contienda escoltando convoyes y a la caza y captura de buques corsarios alemanes. El Essex fue vendido para ser desguazado el 8 de noviembre de 1921 y fue desguazado en Alemania.